# Qeqertaq
Qeqertaq (dun. Øen) – osada na zachodnim wybrzeżu Grenlandii, w gminie Qaasuitsup. Jest położona na półwyspie Nuussuaq, 90 km na północ od Ilulissat. Grenlandzka nazwa Qeqertaq znaczy "wyspa". Została założona w 1830 roku. W Qeqertaq znajduje się heliport będący środkiem komunikacji z innymi miejscowościami na Grenlandii.
Według danych oficjalnych liczba mieszkańców w 2011 roku wynosiła 127 osób.